# ريان ماكبرايد
ريان ماكبرايد (بالإنجليزية: Ryan McBride)‏ هو مصارع محترف أمريكي، ولد في 1984 في باسادينا (ماريلند) في الولايات المتحدة.

## روابط خارجية
- ريان ماكبرايد على موقع CageMatch worker (الإنجليزية)